# Vučitrn
Vučitrn (albaneză Vushtrri sau Vushtrria; latină Vicianum; sârbă Вучитрн, cu alfabetul latin: Vučitrn) este un oraș și municipiu în nord-estul provinciei Kosovo. Localitatea face parte din districtul Kosovska Mitrovița. Numele orașul înseamnă "ghimpele lupului", numele unei plante spinoase din Serbia.

## Personalități născute aici
- Ardin Dallku (n. 1994), fotbalist.